# Xbalanque

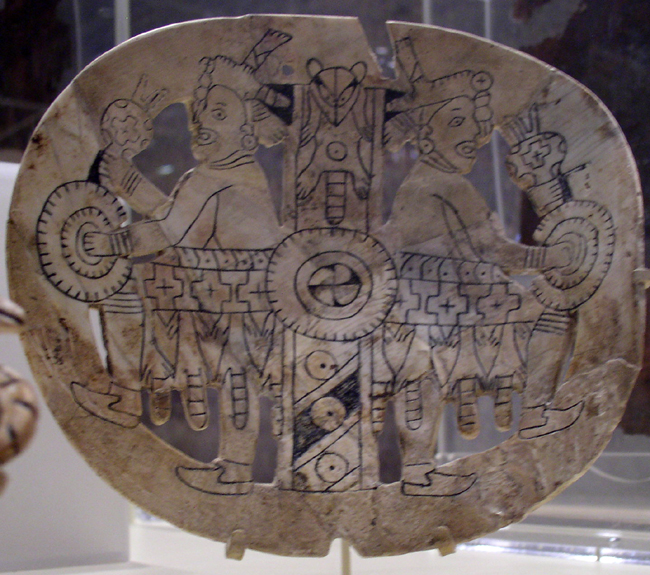

Xbalanque în mitologia mayașă este  unul dintre eroii gemeni jaguar, fratele lui Hun-Ahpu și fiul lui Hun Hunahpu. 